# البرازيلي كروزادو نوفو
عملة الكروزادو نوفو عملة البرازيل قصيرة الأجل بين 15 يناير 1989 و15 مارس 1990. حلت محل الكروزادو بسعر صرف 1000 كروزادو = 1 كروزادو نوفو. وكان رمزها {\displaystyle \mathrm {NCzS} \!\!\!\Vert } ورمز ISO 4217 هو BRN. في عام ١٩٩٠، أُعيدت تسمية الكروزادو نوفو إلى الكروزيرو (الثالث). قُسِّمت هذه العملة إلى ١٠٠ سنتافو.
وقد أُستخدم أسلوب إعادة تسمية العملة النقدية مرة أخرى في عام 1990، عندما تولى فرناندو كولور دي ميلو الرئاسة، وكان هذا إعادة تسمية العملة إلى كروزيرو على قدم المساواة مع العملة المتداولة آنذاك، على الرغم من التأثيرات الأكثر قتامة لمثل هذه الخطة الاقتصادية.
كانت إعادة تسمية العملة نتيجة لخطة بلانو فيراو، التي أصبحت واحدة من عدة خطط غير تقليدية في محاولة لتثبيت العملة، و أُستخدم مسار إعادة تسمية العملة لمحاولة التحايل على التحديات القانونية المحتملة بسبب الحقوق التي أنشئت في العملة في ذلك الوقت، كما حدث في خطة بريسير.
على عكس فئة كروزيرو نوفو في أواخر الستينيات، لم تكن هذه الفئة نمطًا انتقاليًا بين فئتين نقديتين تحملان الاسم نفسه. طُرحت الأوراق النقدية والعملات المعدنية بهذه الفئة في عامي ١٩٨٩ و١٩٩٠.

## عملات معدنية

### معيار
صُدرت عملات معدنية قياسية متداولة من الفولاذ المقاوم للصدأ بفئات 1 و5 و10 و50 سنتافو.
خُطط لتصميم عملة معدنية قياسية بقيمة 1 دولار NCz للتداول في عام 1990، والتي أطلق عليها اسم "صليب المسيح" (البرتغالية: Cruz de Cristo) التصميم. ومع ذلك، في مارس 1990، قبل إصدار العملة المعدنية للعامة، تغيرت عملة البلاد إلى كروزيرو (الإصدار الثالث)، لذلك لم يُتداول هذا التصميم أبدًا. يوجد 41 عينة في التخزين الداخلي للبنك المركزي البرازيلي، منها أربعون إصدارًا لعام 1990، وإصدار واحد لعام 1989، وهو العينة الوحيدة المعروفة لذلك العام. بالإضافة إلى ذلك، يوجد 15 عينة معروفة لدى هواة الجمع، مما يجعل الإجمالي 56 إصدارًا معروفًا من العملة المعدنية.
| يعكس  | وجه العملة                                                   | قيمة            | تفاصيل                                        |
| ----- | ------------------------------------------------------------ | --------------- | --------------------------------------------- |
|       |                                                              | NCz$0.01        | تصميم "بوياديرو" يصور راعي بقر أو راعي ماشية. |
|       |                                                              | NCz$0.05        | تصميم "Pescador" يصور صيادًا.                  |
|       |                                                              | 0.10 دولار كندي | يصور تصميم "Garimpeiro" عامل منجم حرفي.       |
|       |                                                              | 0.50 دولار كندي | تصميم "رينديرا" يصور صانع الدانتيل أو النساج. |
| NCz$1 | "تصميم " كروز دي كريستو " عبارة عن صليب داخل خريطة البرازيل. |                 |                                               |

### تذكارية
احتفالاً بالذكرى المئوية للجمهورية في البرازيل (1889-1989)، سكت عملتين معدنيتين من نوع كروزادو نوفو: عملة متداولة بقيمة 1 دولار برازيلي، وعملة فضية غير متداولة بقيمة 200 دولار برازيلي.
| يعكس | وجه العملة | قيمة           | تفاصيل                                        |
| ---- | ---------- | -------------- | --------------------------------------------- |
|      |            | NCz$1          | عملة تذكارية متداولة من الفولاذ المقاوم للصدأ |
|      |            | 200 دولار كندي | عملة تذكارية فضية غير متداولة                 |

## الأوراق النقدية
طُبعت الأوراق النقدية الأولى على أوراق نقدية من فئة كروزادو جديدة، بفئات 1 و5 و10 كروزادو نوفو. وتلتها الأوراق النقدية العادية في العام نفسه بفئات 50 و100 و200 كروزادو نوفو، ثم ورقة 500 كروزادو نوفو في عام 1990. وطُبعت على هذه الأوراق النقدية الاسم الجديد للعملة في عام 1990. وفي عام 1992، سُحبت أوراق 50 و100 كروزادو نوفو. وسُحبت الفئات الأعلى في عام 1994.

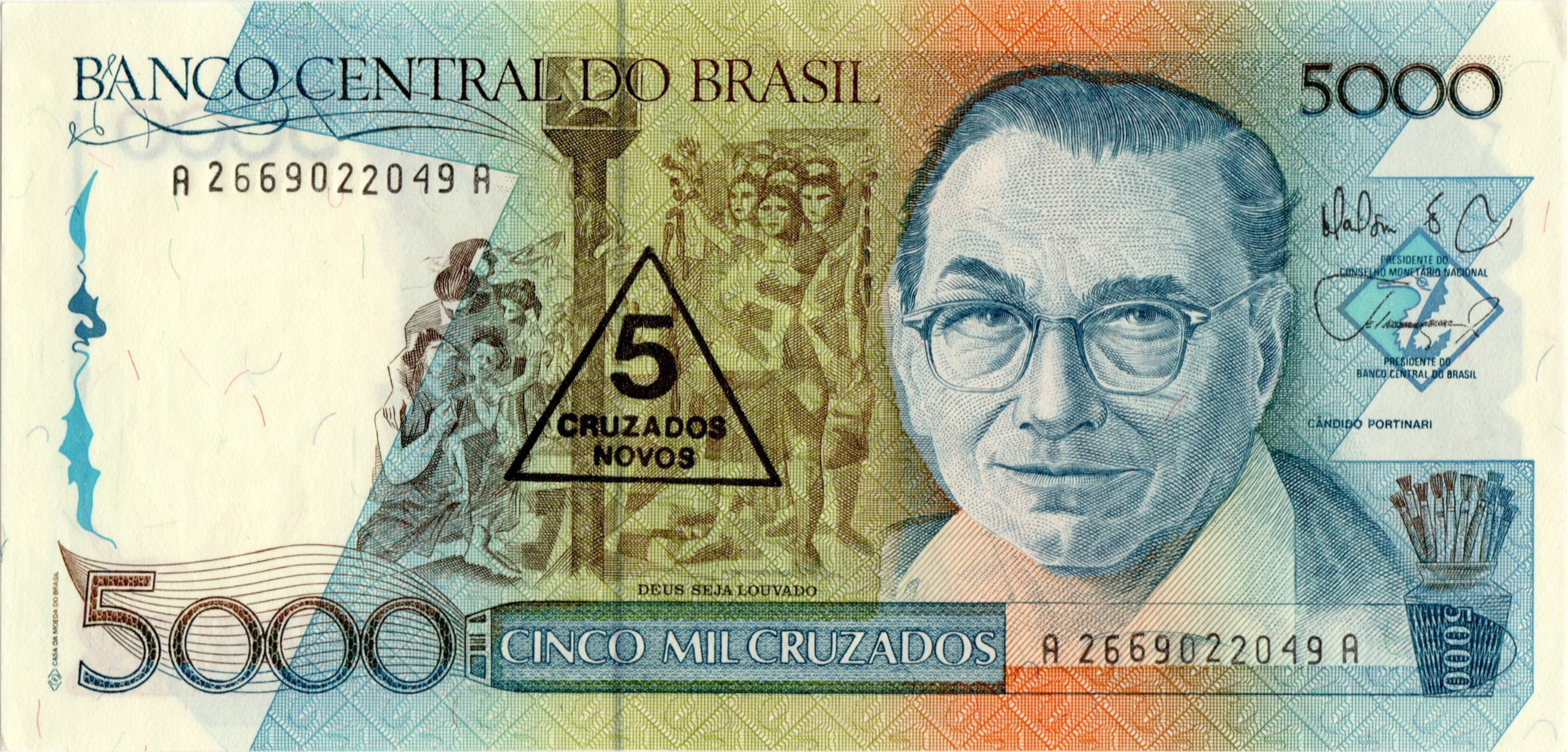
ورقة نقدية بقيمة 5000 دولار تشيكي عليها ختم بقيمة 5 دولارات تشيكية، تصور كانديدو بورتيناري
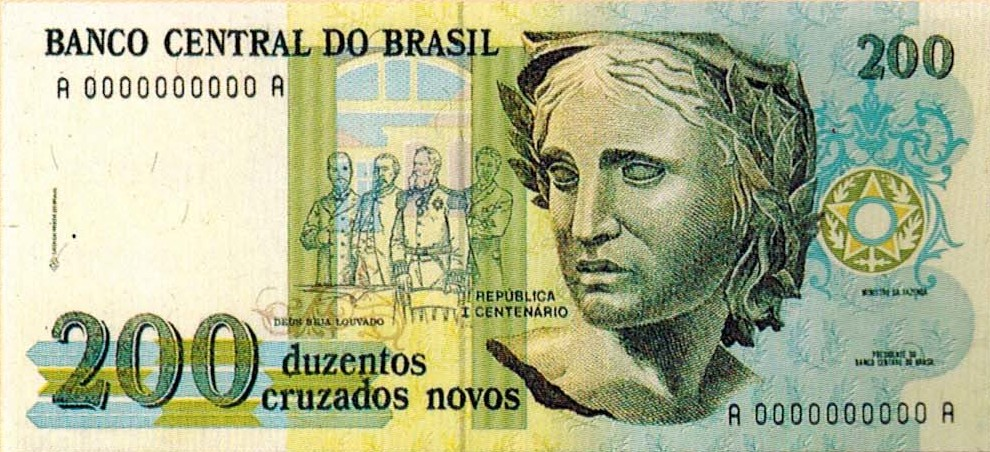
ورقة نقدية بقيمة 200 دولار نيوزيلندي صدرت عام 1989 احتفالاً بمرور 100 عام على إعلان الجمهورية
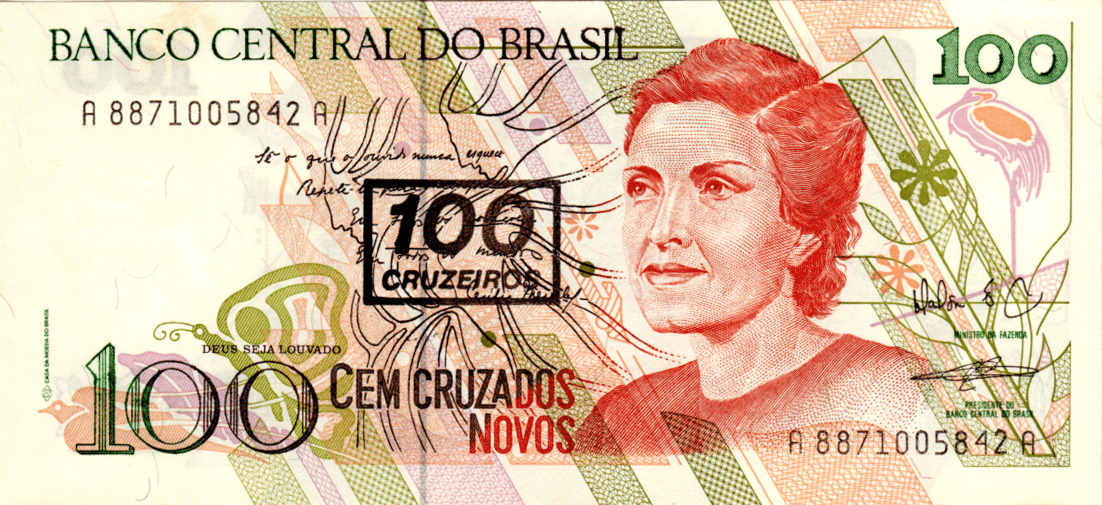
ورقة نقدية بقيمة 100 دولار NCz مختومة بـ 100 ريال برازيلي، تصور سيسيليا ميريليس